# Destination Gobi
Destination Gobi is een Amerikaanse oorlogsfilm uit 1953 onder regie van Robert Wise. Destijds werd de film in Nederland uitgebracht onder de titel Zestig zadels voor de Marine.

## Verhaal
Enkele weerdeskundigen van het Amerikaanse leger komen in de problemen, als ze tijdens de oorlog metingen doen in de Gobiwoestijn. Ze worden aangevallen door de Japanse luchtmacht en doen een beroep op Mongoolse nomaden.

## Rolverdeling
| Acteur           | Personage        |
| ---------------- | ---------------- |
| Richard Widmark  | Samuel T. McHale |
| Don Taylor       | Jenkins          |
| Max Showalter    | Walter Landers   |
| Murvyn Vye       | Kengtu           |
| Darryl Hickman   | Wilbur Cohen     |
| Martin Milner    | Elwood Halsey    |
| Ross Bagdasarian | Paul Sabatello   |
| Judy Dan         | Nura-Salu        |
| Rodolfo Acosta   | Tomec            |
| Russell Collins  | Hobart Wyatt     |
| Leonard Strong   | Wali-Akhun       |